# Nichinan
Nichinan (jap. 日南市 Nichinan-shi) – miasto w Japonii, na wyspie Kiusiu, w prefekturze Miyazaki.

## Miasta partnerskie
- Stany Zjednoczone: Portsmouth